# 應用人類學
應用人類學（英語：applied anthropology）係將人類學的研究方法與理論，應用於實際問題的分析與解決。由於人類學包含四大分支：體質人類學、文化人類學、考古學、語言人類學，因此任一分支的實際運用即可稱為應用人類學。

## 分類
應用人類學範圍廣泛，研究的範疇也非常多元，其中大略分成以下幾領域：
- 經濟
  - 工業人類學
- 社會
  - 都市人類學
  - 教育人類學
  - 人类聚居学-建筑学、地理学、社会学、人类学的交叉学科
  - 宗教人类学
  - 艺术人类学
  - 旅游人类学-旅游学和人类学的交叉学科
- 政治
  - 政治人类学-政治学和人类学的交叉学科
  - 國民性研究
- 醫療
  - 醫療人類學

包含心理人類學、法醫人類學
- - 人類學與公共衛生

## 內部連結
- 發展人類學
- 公眾人類學

## 外部連結
- 探索：應用人類學的研究（Expeditions, Research in Applied Anthropology） （页面存档备份，存于）
- 《應用人類學期刊》（Omertaa: Journal for Applied Anthropology） （页面存档备份，存于） 免費在線期刊